# Brunner-Drüsen

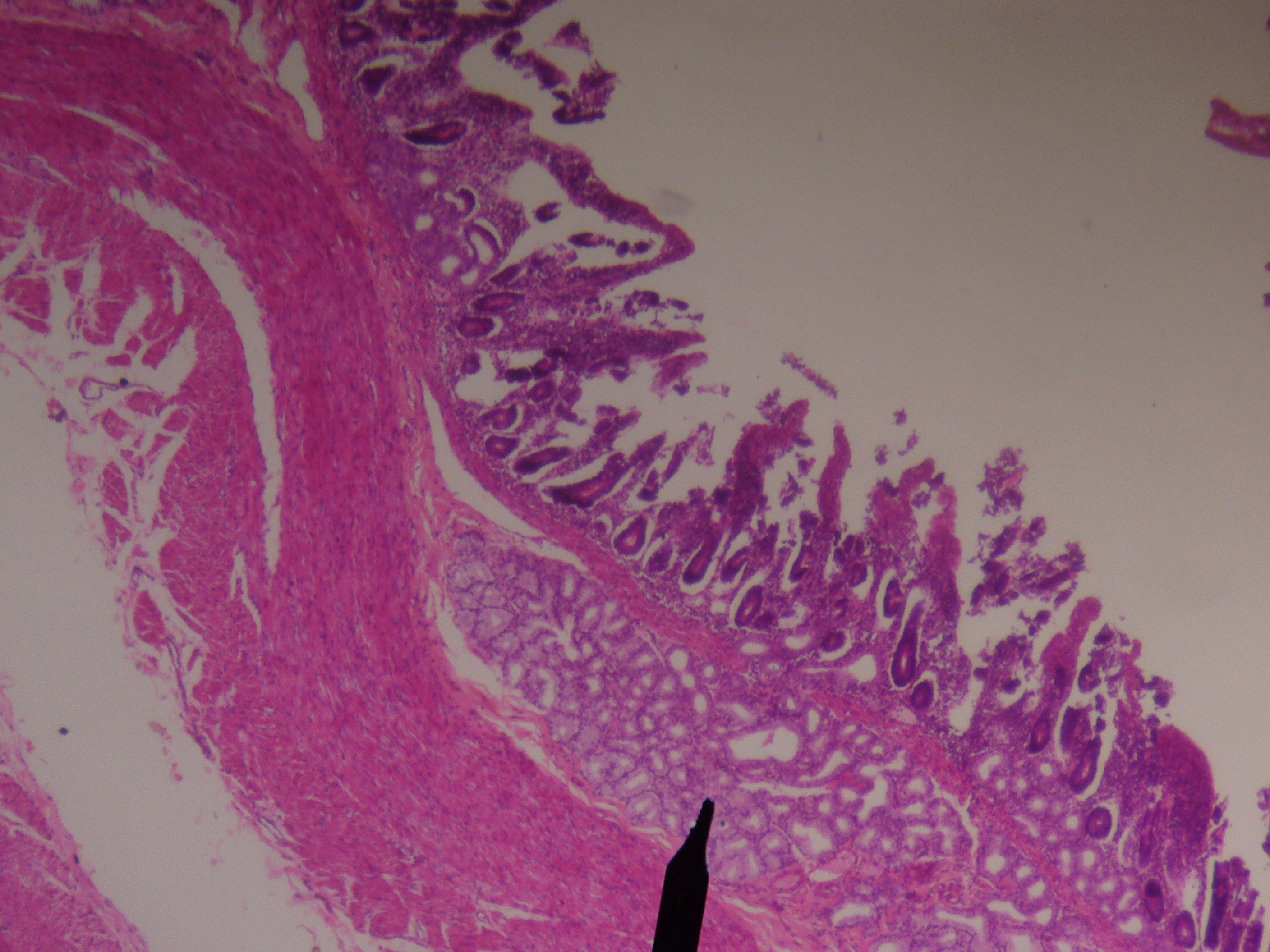
Brunner-Drüsen im Mikroskop

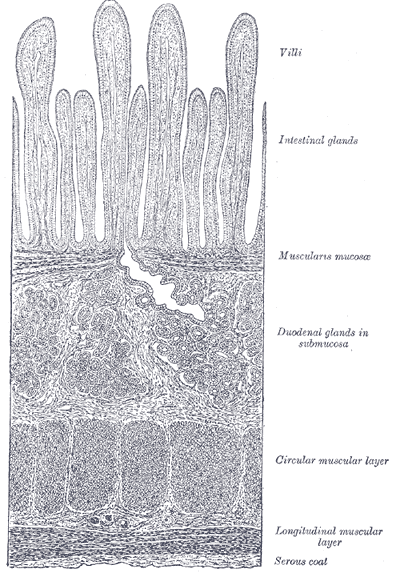
Wandbau des Zwölffingerdarms mit Brunner-Drüsen (Schema), aus: Gray’s Anatomy, 20. Auflage, 1918

Die Brunner-Drüsen (Glandulae duodenales), genannt auch Brunnersche Drüsen, sind muköse Drüsen mit verzweigten tubuloalveolären Drüsenschläuchen aus einschichtigem kubischen Epithel, die in die Krypten des Duodenums (Zwölffingerdarm) münden. Sie liegen unterhalb der Lamina muscularis mucosae in der Tela submucosa und durchbrechen diese. 
Die Drüsen wurden erstmals 1679 von dem Anatomen Johann Jakob Wepfer beschrieben. Jedoch erst die 1687 durch dessen Schwiegersohn Johann Conrad Brunner in De glandulis in duodeno intestino detectis erfolgte Beschreibung erhielt eine größere Aufmerksamkeit, so dass Brunner als Entdecker der nach ihm benannten Drüsen galt.

## Funktion
Die Drüsen sezernieren einen glykoproteinhaltigen, alkalischen Schleim, der den sauren Nahrungsbrei aus dem Magen neutralisiert. Außerdem produzieren sie proteolytische Enzyme (z. B. Enteropeptidase = Enterokinase) sowie Amylase und Maltase. Ist der Enzymgehalt erniedrigt, so reduziert sich auch die Resorption der Nahrungsbestandteile, was zu einer schweren Malabsorption führen kann.